# Сехоладон
Сехоладон (осет. Сæхолæ) — река в России, протекает по Ирафскому району республики Северная Осетия. Длина реки — 16 км, площадь водосборного бассейна — 51,9 км².
Начинается на склоне Скалистого хребта между горами Боравцек, Ваза-Хох и Мулдзуги-Барзонд. Течёт в общем северо-восточном направлении через буковый лес мимо кошары в урочище Сатуме и мимо подножия горы Аторти-Барзонд. Устье реки находится в 52 км по левому берегу реки Урух чуть выше села Ахсарисар.

## Данные водного реестра
По данным государственного водного реестра России относится к Западно-Каспийскому бассейновому округу, водохозяйственный участок реки — Терек от впадения реки Урух до впадения реки Малка. Речной бассейн реки — Реки бассейна Каспийского моря междуречья Терека и Волги.
Код объекта в государственном водном реестре — 07020000412108200003907.